# Liste der Kellergassen in Stronsdorf
Die Liste der Kellergassen in Stronsdorf führt die Kellergassen in der niederösterreichischen Gemeinde Stronsdorf an.
| Foto |                 | Kellergasse            | Standort                     | Beschreibung |
| ---- | --------------- | ---------------------- | ---------------------------- | --- |
| BW   | Datei hochladen | Kellerberg             | KG: Oberschoderlee Standort  | Die Kellergasse befindet sich hinter dem nordöstlichen Hintaus. Sie umfasst drei in Hanglage übereinanderliegende Kellerzeilen und besteht auf 300 Metern Gesamtlänge aus 27 Gebäuden, davon drei Um- oder Neubauten und eine Scheune. Zwei Drittel der Keller sind erneuerungsbedürftig oder verfallen.                                                                                  |
| BW   | Datei hochladen | Neue Kellergasse       | KG: Oberschoderlee Standort  | Das Kellergassensystem befindet sich in Hanglage am nordöstlichen Ortsrand. Auf 350 Metern Länge besteht es aus 39 Gebäuden, davon fünf Um- oder Neubauten. Knapp die Hälfte der Keller ist erneuerungsbedürftig. |
| BW   | Datei hochladen | Hintaus                | KG: Patzenthal Standort      | Die einseitige Einzelkellergasse liegt in Hanglage im östlichen Hintaus. Sie umfasst 15 Gebäude in unterschiedlichen Bauformen auf 100 Metern Länge. Zwei Drittel der Keller sind erneuerungsbedürftig oder verfallen. |
| BW   | Datei hochladen | Patzmannsdorfer Straße | KG: Patzenthal Standort      | Die einseitige Einzelkellergasse liegt an einer Geländekante im südwestlichen Hintaus. Sie umfasst 15 Keller in unterschiedlichen Bauformen auf 100 Metern Länge. Zwei Drittel der Keller sind erneuerungsbedürftig oder verfallen. Die älteste Datierung ist von 1960. |
| ja   | Datei hochladen | Hintaus                | KG: Patzmannsdorf Standort   | Das Kellergassensystem befindet sich am östlichen Ortsrand. Es besteht aus einer etwa 400 Meter langen, vom Friedhof unterbrochenen Kellerzeile an einer Geländekante im östlichen Hintaus sowie einer kurzen Kellerzeile nördlich des Friedhofs. Insgesamt befinden sich hier 59 Gebäude, davon etwa 50 Keller. Mehr als die Hälfte der Keller sind erneuerungsbedürftig oder verfallen. |
| BW   | Datei hochladen | Schlossberg            | KG: Patzmannsdorf Standort   | Die einseitige Einzelkellergasse befindet sich in einem Graben südöstlich außerhalb des Orts. Sie umfasst 29 Gebäude auf 250 Metern Länge. Mehr als ein Drittel der Keller ist erneuerungsbedürftig oder verfallen. |
| BW   | Datei hochladen | Trift                  | KG: Patzmannsdorf Standort   | Das beidseitige Kellergassensystem liegt südlich außerhalb des Orts teils in einem breiten Graben, teils in Hanglage. Auf einem Kilometer Länge umfasst es etwa 70 Keller in unterschiedlichen Bauformen. Knapp die Hälfte der Keller sind erneuerungsbedürftig oder verfallen. Die älteste Datierung ist von 1934.                                                                       |
| BW   | Datei hochladen | Mayerhölzl             | KG: Stronegg Standort        | Die beidseitige Einzelkellergasse liegt in einem Graben südöstlich außerhalb des Dorfs, hinter dem Hausberg. Auf 100 Metern Länge befinden sich 19 Keller, überwiegend in Schildmauerform. Fast alle Keller sind erneuerungsbedürftig oder verfallen. |
| ja   | Datei hochladen | Hintaus                | KG: Stronsdorf Standort      | Die einseitige Einzelkellergasse liegt in Hanglage im nordöstlichen Hintaus. Auf 200 Metern Länge befinden sich 31 Gebäude, davon 26 Keller. Zwei Drittel der Keller sind erneuerungsbedürftig oder verfallen. |
| ja   | Datei hochladen | Kellertrift            | KG: Stronsdorf Standort      | Die einseitige Einzelkellergasse liegt am südlichen Ortsrand, am Weg zum Friedhof. Auf 450 Metern Länge befinden sich 54 Gebäude, ein Drittel davon sind jedoch Um- oder Neubauten, viele mit Wohnnutzung. 2022 befinden sich in der Straße überwiegend Wohngebäude. |
| BW   | Datei hochladen | Zeiselberg             | KG: Stronsdorf Standort      | Die einseitige Einzelkellergasse liegt in Hanglage im südlichen Hintaus. Auf 300 Metern Länge befinden sich 31 Gebäude, davon 26 Keller. Mehr als die Hälfte der Keller sind erneuerungsbedürftig oder verfallen. |
| BW   | Datei hochladen | Beim Hausberg          | KG: Unterschoderlee Standort | Das vorwiegend einseitige Kellergassensystem liegt in Hanglage am nordöstlichen Ortsrand. Auf 300 Metern Länge befinden sich 45 Gebäude, davon zwölf Um- oder Neubauten und 28 ältere Keller in unterschiedlichen Bauformen. Ein Drittel der Keller sind erneuerungsbedürftig oder verfallen.                                                                                             |
| BW   | Datei hochladen | Hintaus                | KG: Unterschoderlee Standort | Die einseitige Einzelkellergasse liegt in Hanglage im östlichen Hintaus. Auf 250 Metern Länge befinden sich 15 Gebäude, davon zwölf Keller in unterschiedlichen Bauformen. Die Hälfte der Keller sind erneuerungsbedürftig oder verfallen. |

| Foto:                    | Fotografie der Kellergasse (Gesamtheit). Klicken des Fotos erzeugt eine vergrößerte Ansicht. Daneben finden sich zwei Symbole: \| Weitere Bilder vorhanden \| Das Symbol bedeutet, dass weitere Fotos des Objekts verfügbar sind. Durch Klicken des Symbols werden sie angezeigt. \| \| Eigenes Foto hochladen \| Durch Klicken des Symbols können weitere Fotos des Objekts in das Medienarchiv Wikimedia Commons hochgeladen werden. \| |
| Name:                    | Bezeichnung der Kellergasse |
| Standort:                | Es ist die Katastralgemeinde (KG) angegeben. Durch Aufruf des Links Standort wird die Lage der Kellergasse in verschiedenen Kartenprojekten angezeigt. |
| Beschreibung             | Kurze Beschreibung der Kellergasse |
| Weitere Bilder vorhanden | Das Symbol bedeutet, dass weitere Fotos des Objekts verfügbar sind. Durch Klicken des Symbols werden sie angezeigt. |
| Eigenes Foto hochladen   | Durch Klicken des Symbols können weitere Fotos des Objekts in das Medienarchiv Wikimedia Commons hochgeladen werden. |